# Huilaea occidentalis
Huilaea occidentalis är en tvåhjärtbladig växtart som beskrevs av Gustavo Lozano-Contreras och N.Ruiz-r.. Huilaea occidentalis ingår i släktet Huilaea och familjen Melastomataceae. IUCN kategoriserar arten globalt som sårbar. Inga underarter finns listade i Catalogue of Life.